# Museo Arqueológico de Rétino
El Museo Arqueológico de Rétino es uno de los museos de la isla de Creta, en Grecia.

## Historia del museo
Su origen fue una colección arqueológica recogida en la segunda mitad del siglo XIX en Rétino a través de compras y donaciones por una asociación educativa, que estaba compuesta por cerámica, esculturas y monedas, principalmente de los periodos clásico y helenístico pero sin indicaciones de su origen. También contenía algunos objetos egipcios y un colgante fenicio. Posteriormente esta colección aumentó con los hallazgos procedentes de las excavaciones arqueológicas de la región durante el siglo XX.
Hasta la Segunda Guerra Mundial esta colección estaba albergada en un edificio del casco histórico de Rétino hasta que en 1954 se inauguró el museo arqueológico en el edificio de la logia veneciana y posteriormente, en 1990, fue trasladado a un edificio pentagonal que está enfrente de la antigua fortaleza. Debido a problemas estructurales de este último edificio, desde 2016 la colección del museo arqueológico se expone temporalmente en la iglesia veneciana de San Francisco hasta que se construya un nuevo edificio para el museo, el edificio donde actualmente reside fue construido por la familia Barozzi alrededor de 1530.

## Colecciones
El museo contiene una colección de objetos pertenecientes a periodos comprendidos entre la prehistoria y el siglo XVII procedentes principalmente de lugares de la unidad periférica de Rétino. 

### Paleolítico y neolítico
Los hallazgos más antiguos que se conservan en el museo son herramientas del paleolítico. Otras herramientas de piedra proceden del mesolítico y del neolítico. De esta última época son destacados los objetos hallados en la cueva de Gerani, que estuvo habitada entre el 6000 y el 3800 a. C. Una pieza singular procedente de esta cueva es una estatuilla de mármol de estilo cicládico, fechada hacia el 4500 a. C.

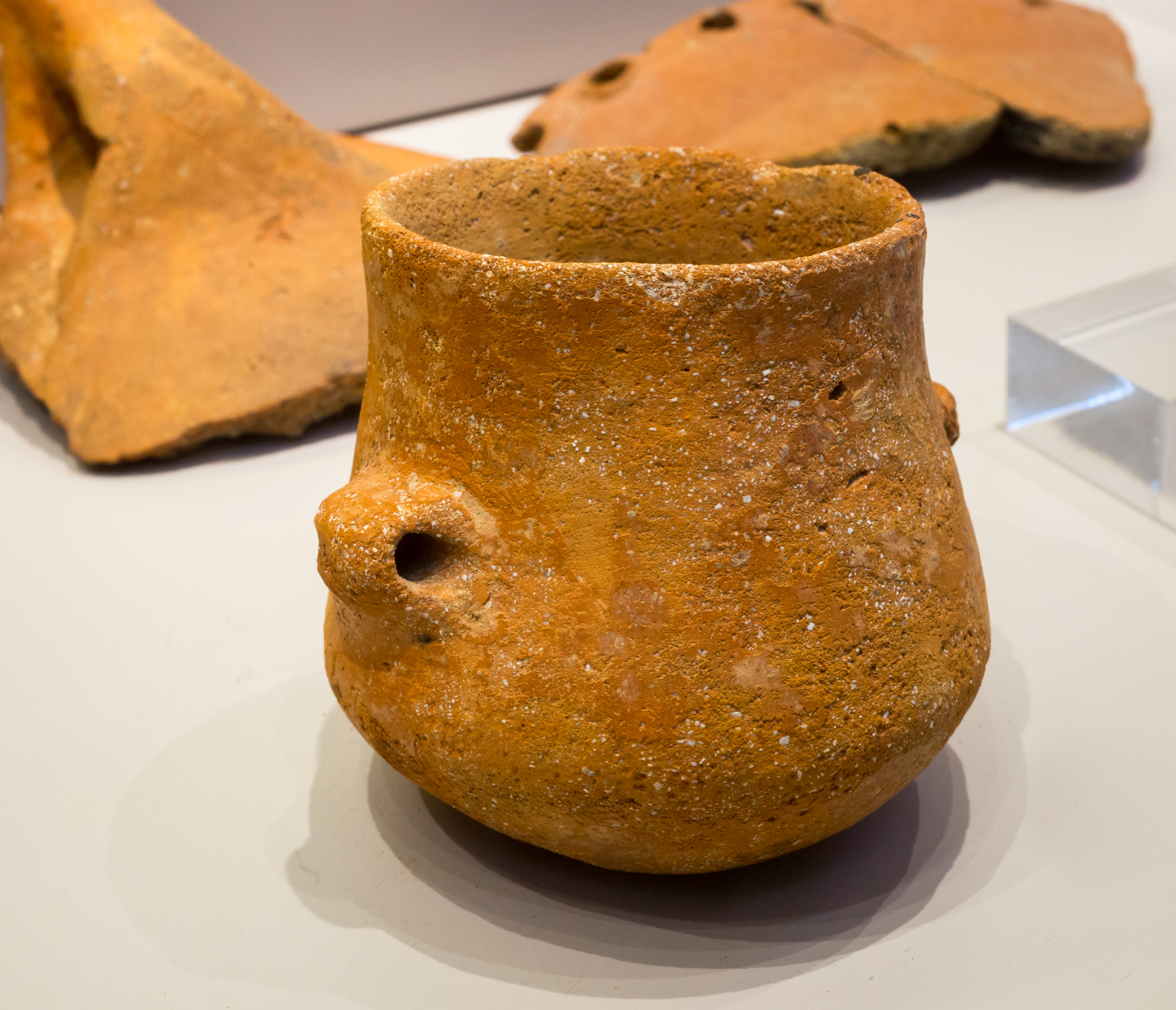
Pieza de cerámica del neolítico tardío.
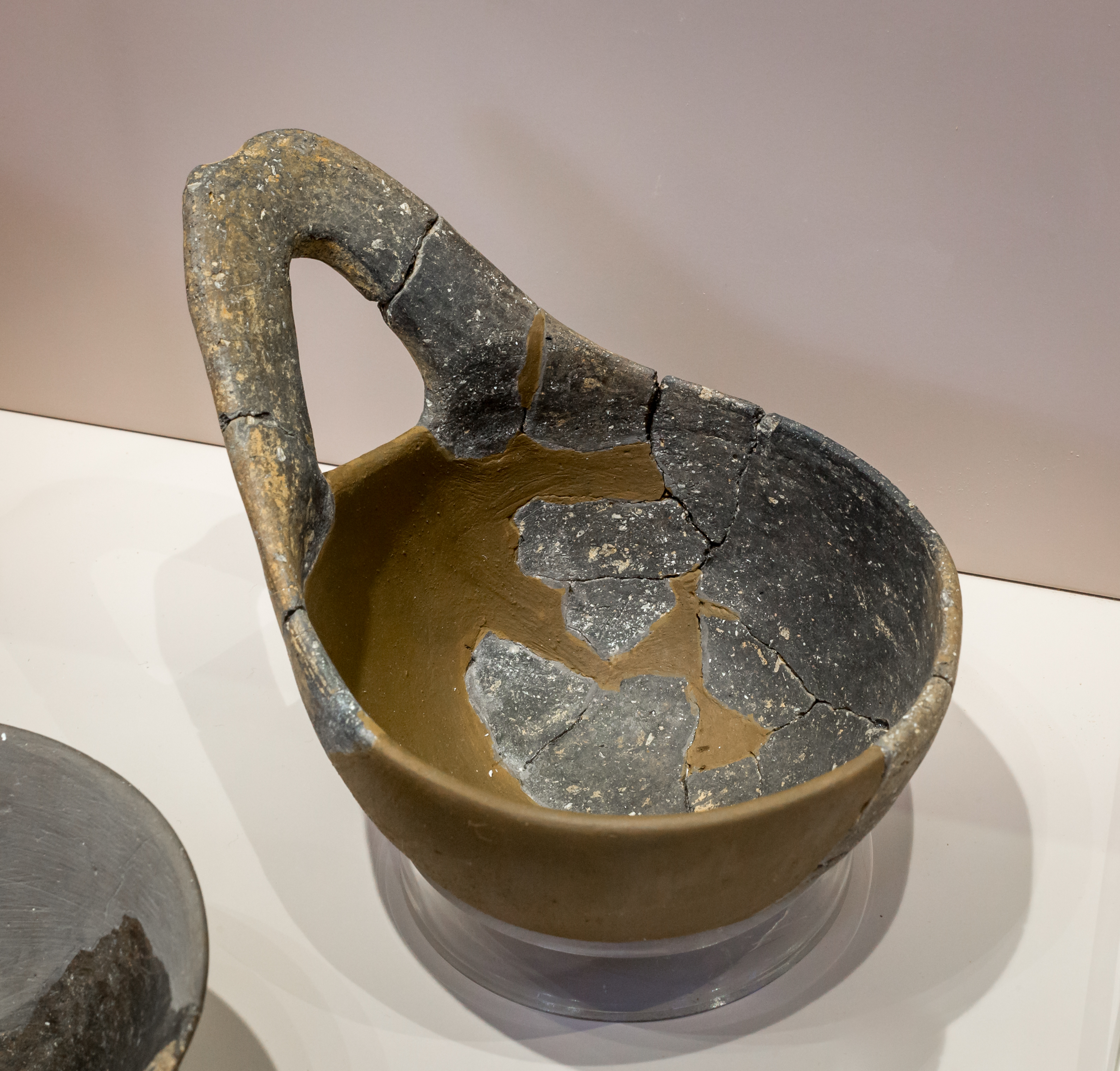
Cerámica neolítica procedente de la cueva de Gerani.
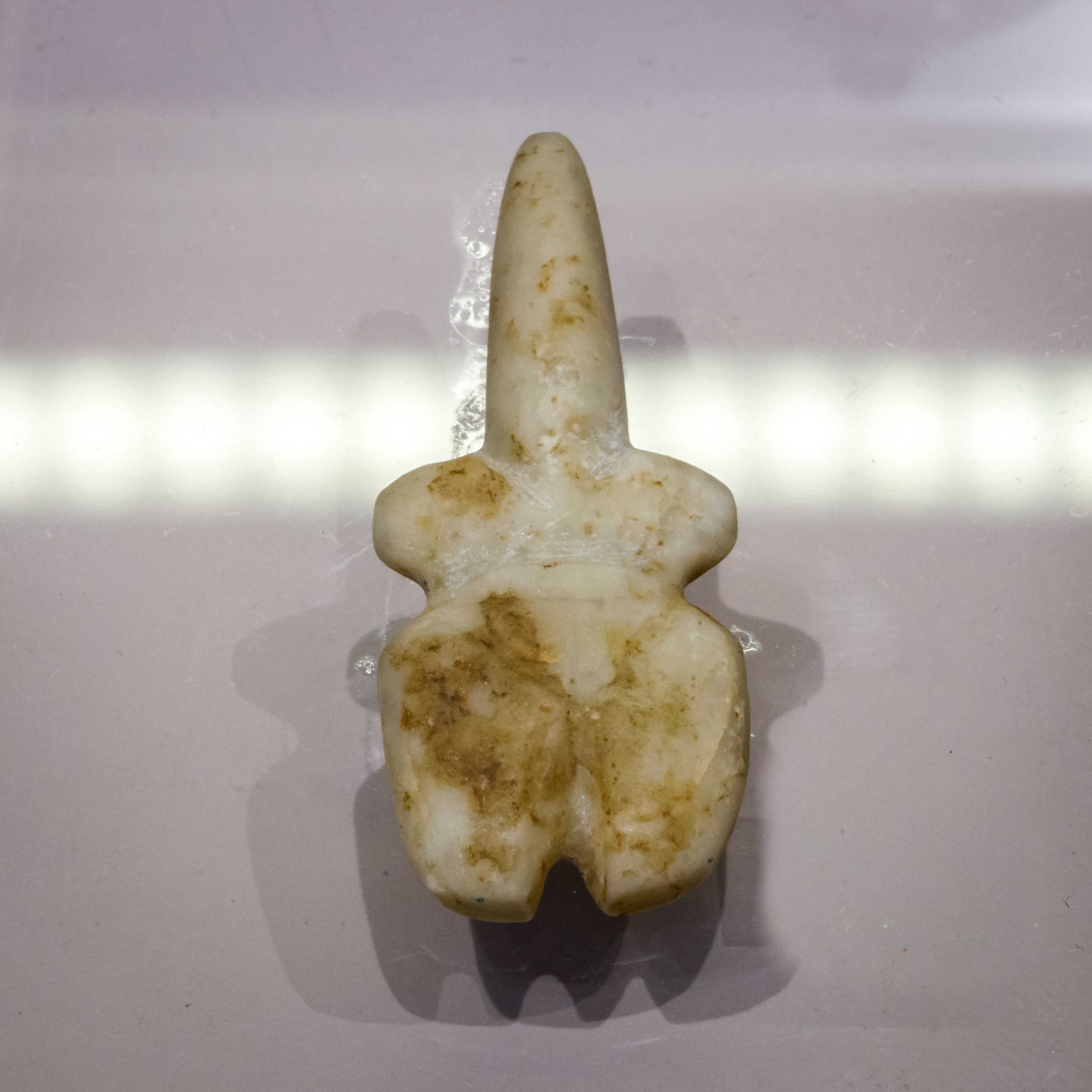
Figurilla de mármol de estilo cicládico.

### Edad del Bronce y época oscura
De la Edad del Bronce, destacan los objetos pertenecientes a la civilización minoica. Desde una fase muy temprana (2600 a. C.) estuvo habitado un asentamiento cerca de Jamalevri. Entre 2100-2000 a. C. estuvo activo un taller artesanal al aire libre de producción de aceites aromáticos en una colina próxima a este lugar. Otros objetos proceden de diferentes cuevas, entre ellas la de Melidoni, del palacio de Monastiraki, de la necrópolis de Armeni, de los santuarios de montaña de Vrisinas, Mavru Korifí, Spili y Atsipades, de Apodulu, de Mixórruma, de Kaló Jorafi, de Pera Galini y de Zóminthos. 
Algunos objetos singulares destacados son un modelo de arcilla de un edificio (1900-1700 a. C.), procedente de Monastiraki, varios lárnax con pinturas, un ánfora con una inscripción en lineal B, encontrada en Armeni, un espejo de bronce con un mango decorado, procedente de una tumba de Pangalojori (1380-1300 a. C.) y una estatuilla de diosa con los brazos levantados procedente de Sakturia.
A la época oscura pertenecen otros objetos singulares como son una gran cratera de bronce encontrada en una tumba abovedada de Pantánasa y otra cratera procedente de Sibrita con una representación de guerreros bailando. Estas piezas son del siglo XI o X a. C.

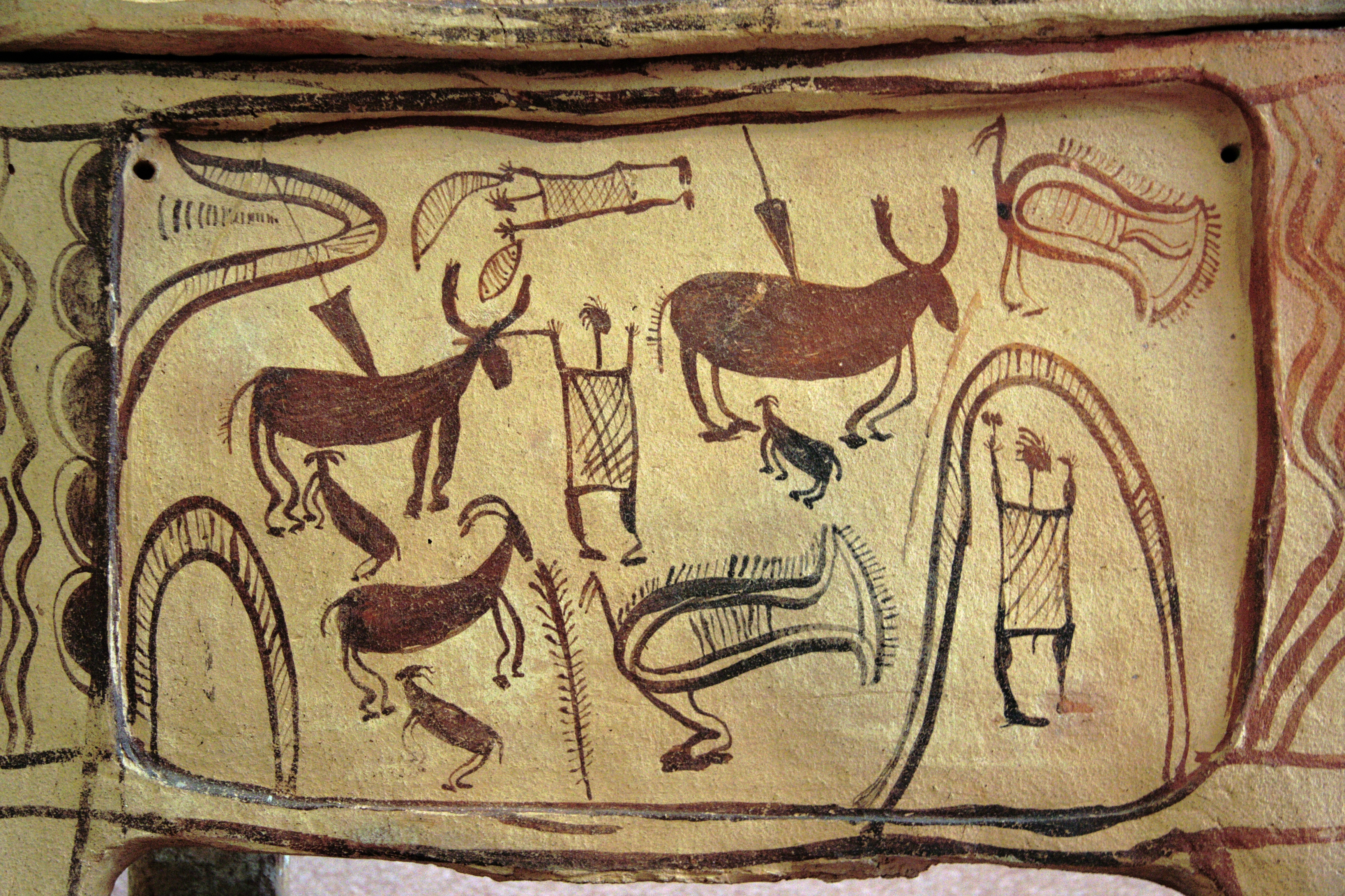
Lárnax del periodo minoico antiguo.
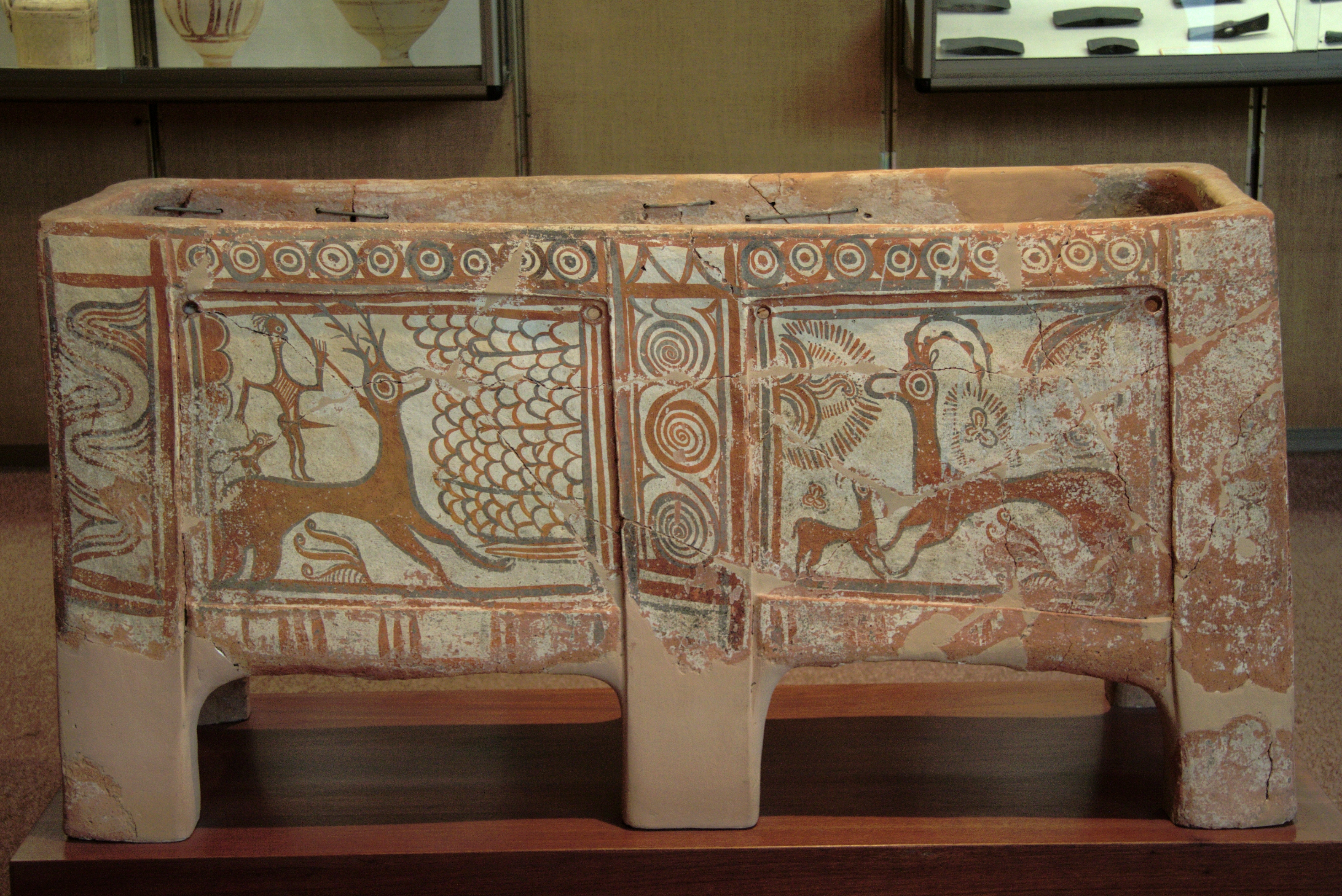
Lárnax minoico, probablemente del periodo prepalacial.
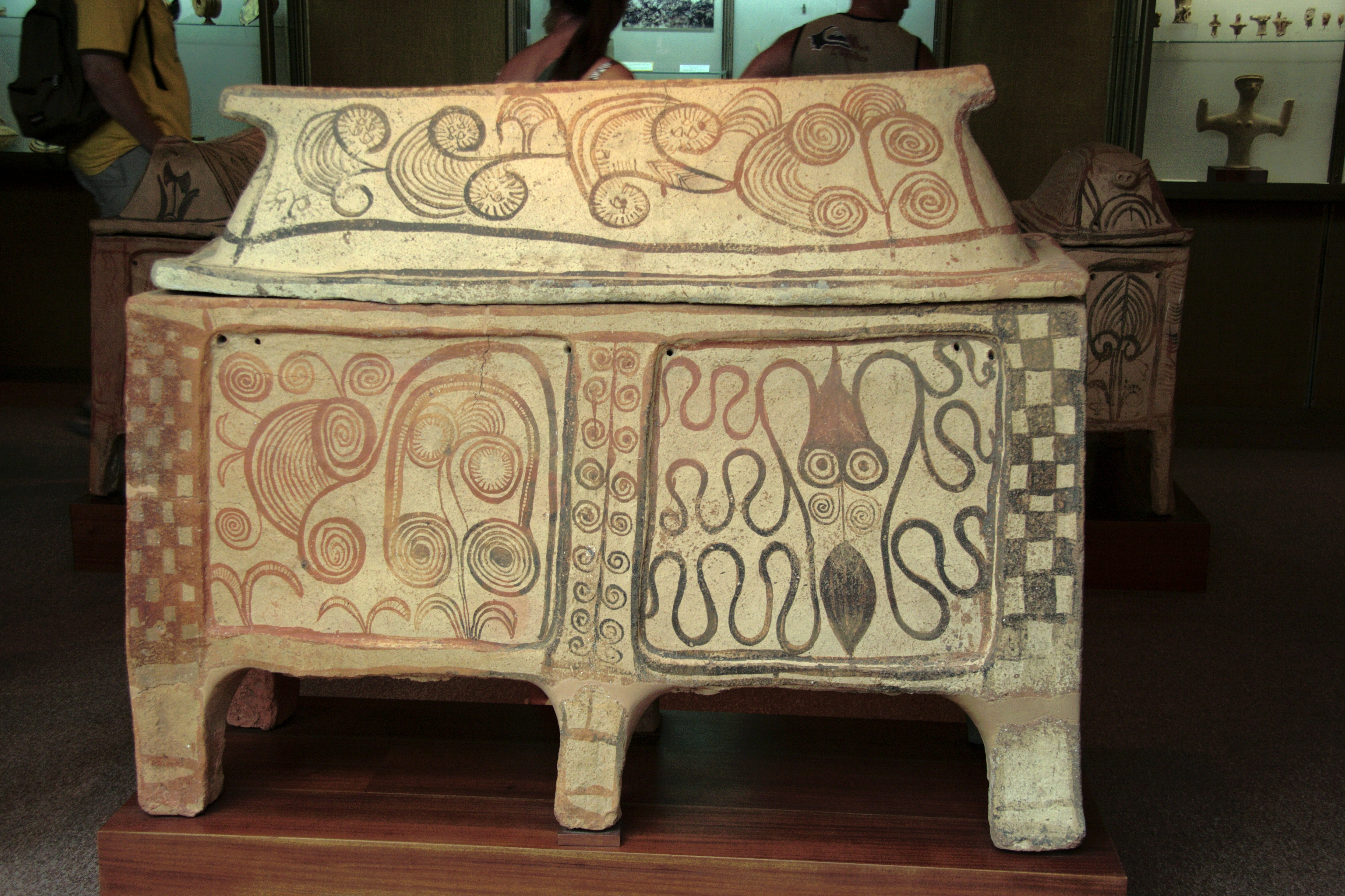
Lárnax minoico de estilo marino del periodo neopalacial.

### Épocas arcaica, clásica, helenística y romana
Se exponen objetos de la época arcaica de las antiguas ciudades de Axos, Eleuterna y otra no identificada de la zona de Onyté, cerca del pueblo de Guledianá. Además, se han encontrado pruebas de actividades de culto durante varios siglos en un santuario al aire libre en Mikrá Anogia. De las épocas clásica, helenística y romana hay objetos procedentes de las ciudades antes citadas pero destacan particularmente los hallazgos de la antigua Lappa —en particular una estatua de mármol de Afrodita del siglo I— y de necrópolis del área de Stavromenos y Sfakaki. En estas necrópolis, en concreto, se han encontrado laminillas de oro funerarias, con inscripciones, de época romana. 
Por otra parte, son importantes también una serie de objetos de vidrio y bronce de la época romana procedentes de varios lugares y de un naufragio en Agia Galini.

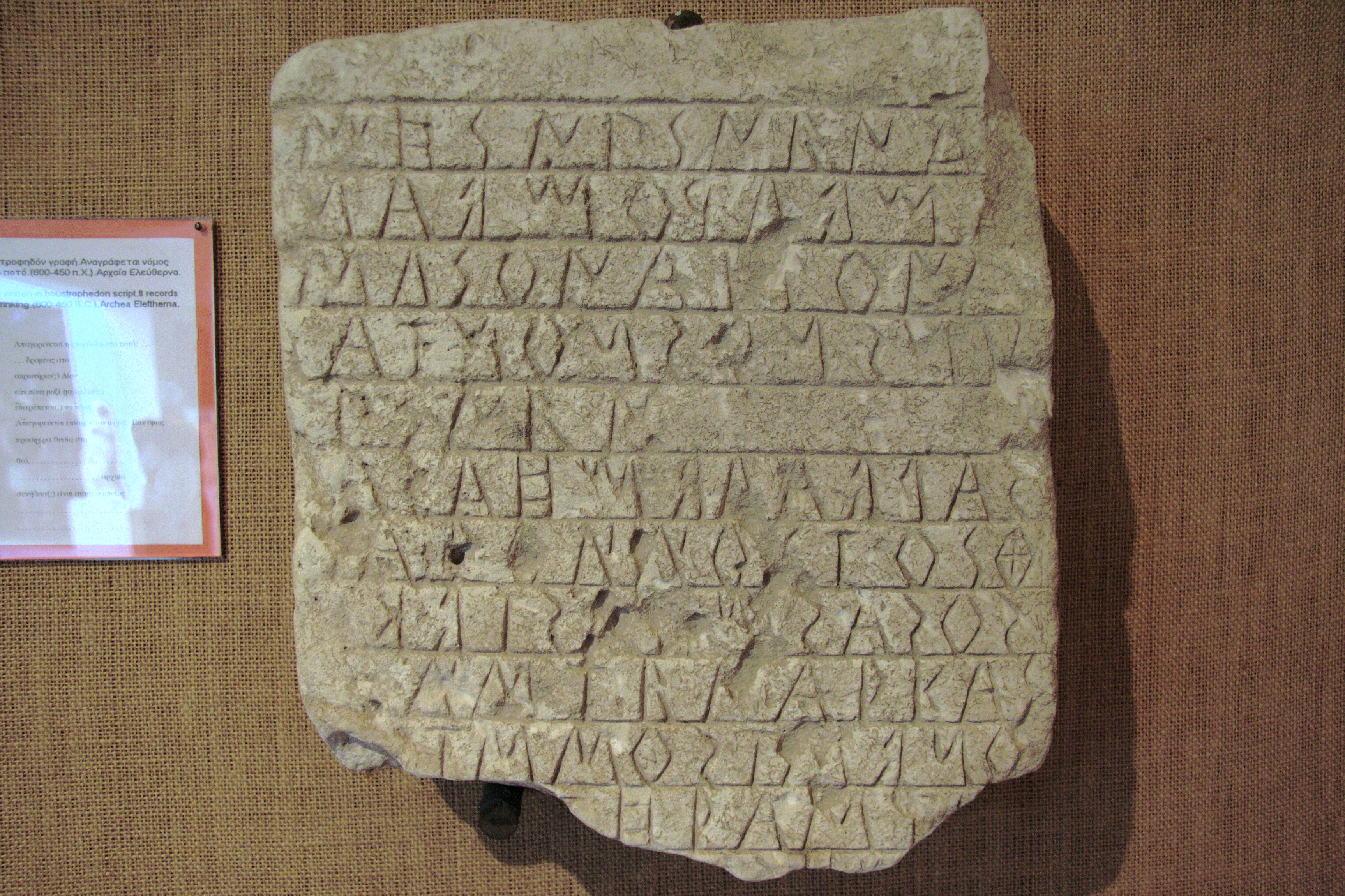
Inscripción del periodo arcaico procedente de Eleuterna.
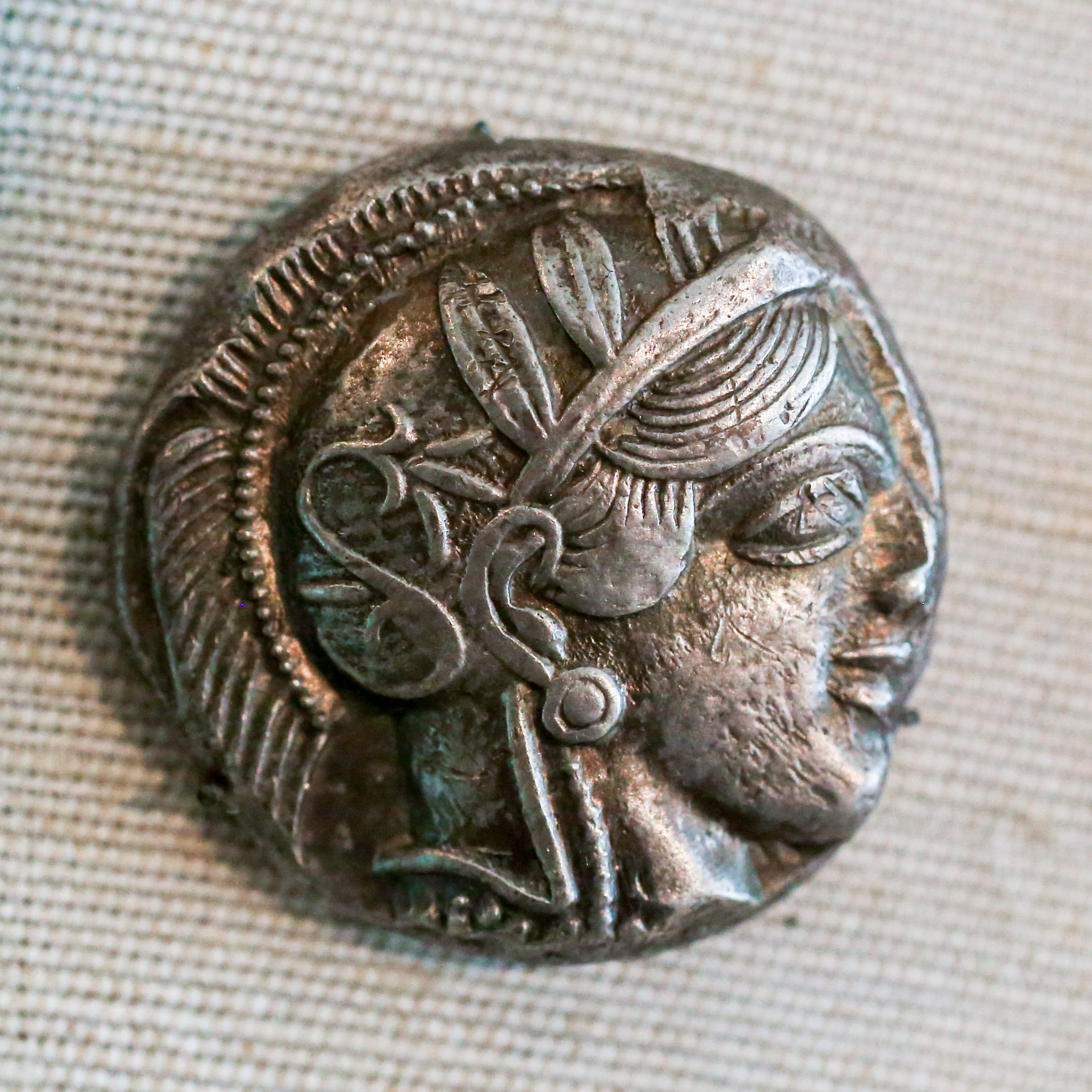
Moneda del siglo V a. C. con representación de la cabeza de Atenea.
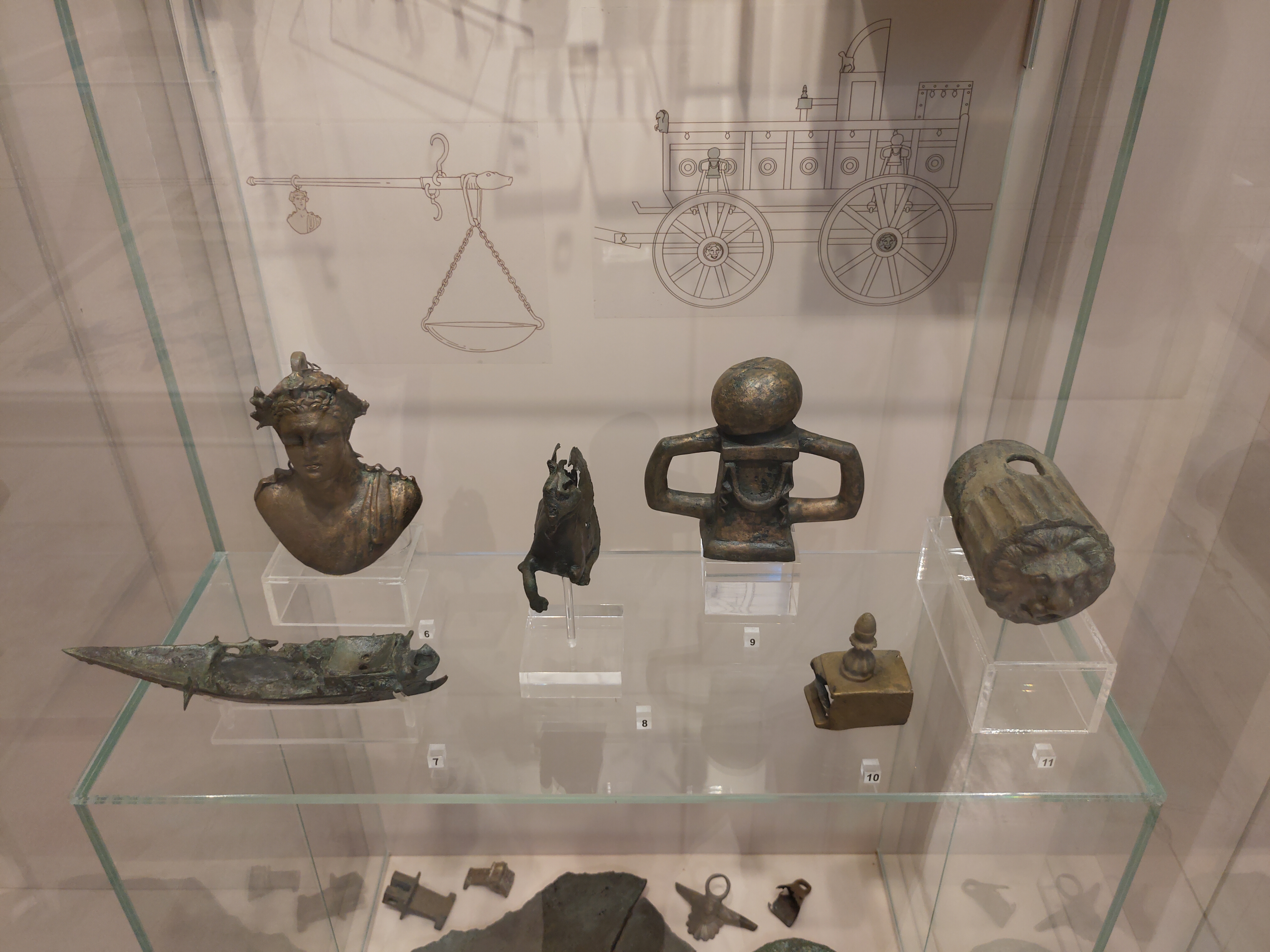
Algunas de las piezas procedentes  del naufragio de Agia Galini, del siglo III.

### Épocas bizantina y posbizantina
De las épocas bizantina y posbizantina se conservan miembros arquitectónicos, escultóricos y pictóricos procedentes de iglesias, otros elementos decorativos y monedas. Pueden destacarse un mosaico del siglo IV o V, con la representación de una escena de caza, procedente de Argirúpoli (la antigua Lappa); frescos del siglo XIV de la iglesia de Panagia de Patsós; un fragmento de un sarcófago de arcosolio del siglo XVI procedente de una iglesia de Prinos y esculturas venecianas del siglo XVI.

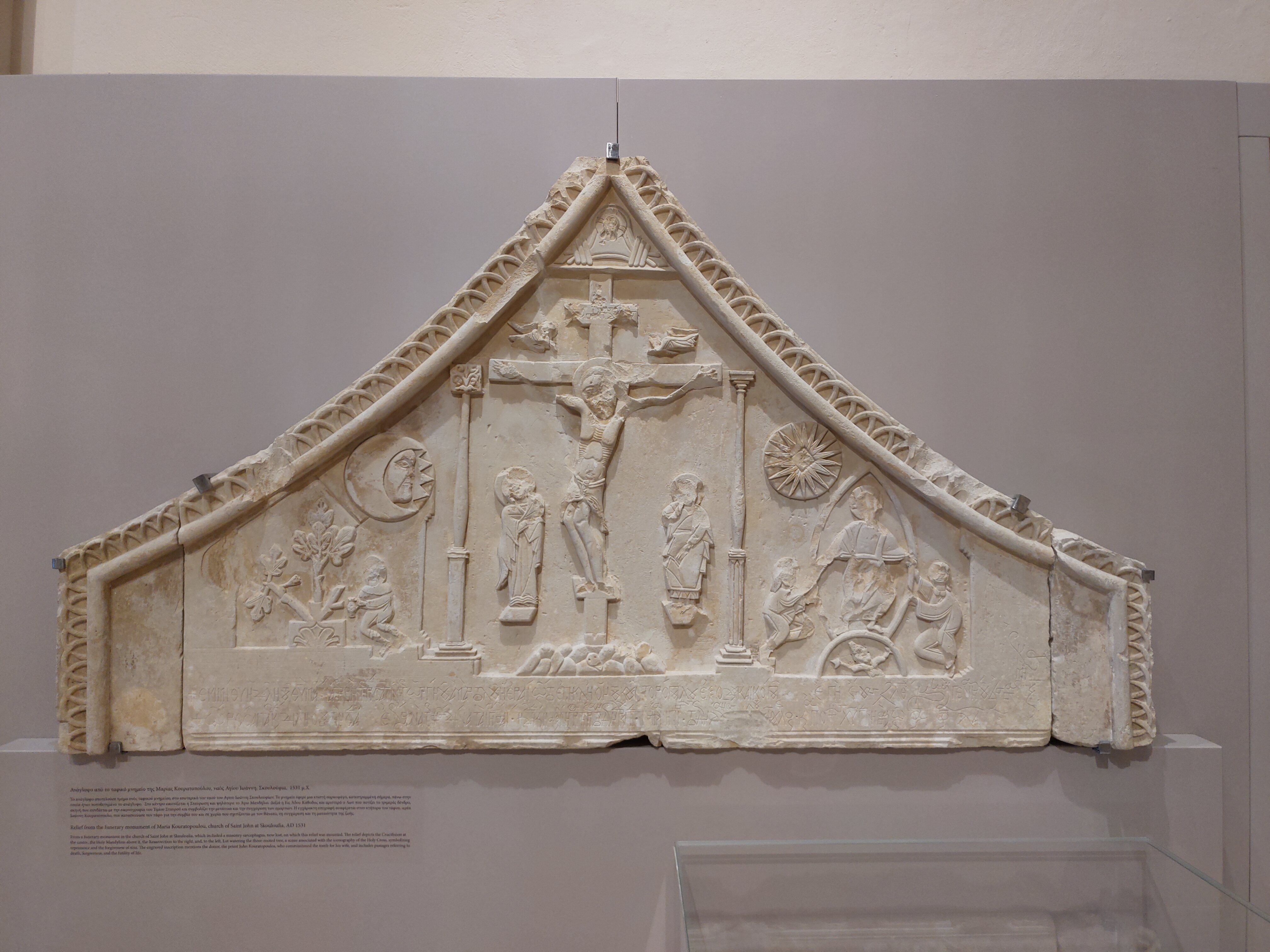
Relieve de un monumento funerario del siglo XVI.
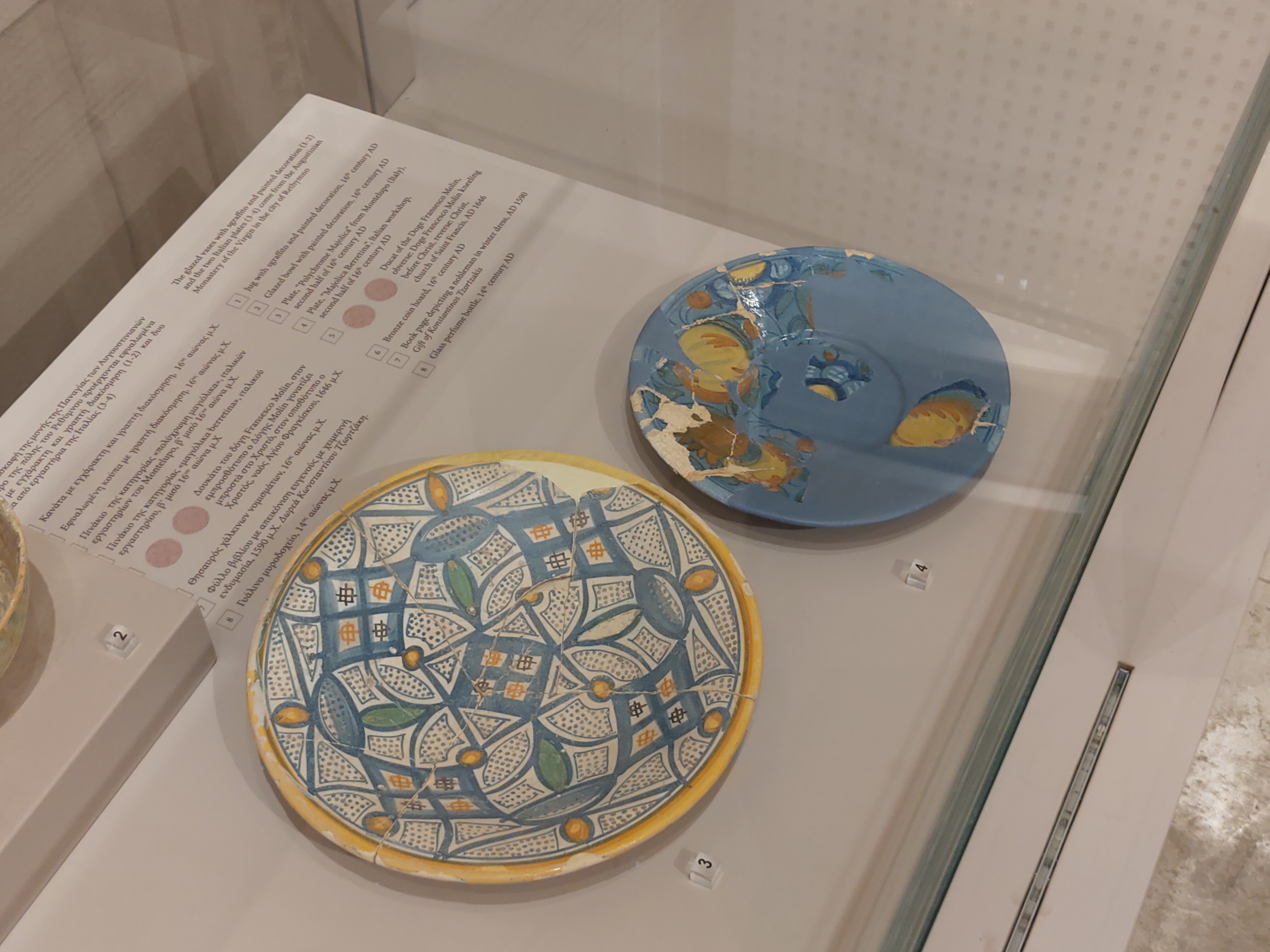
Platos del siglo XVI.
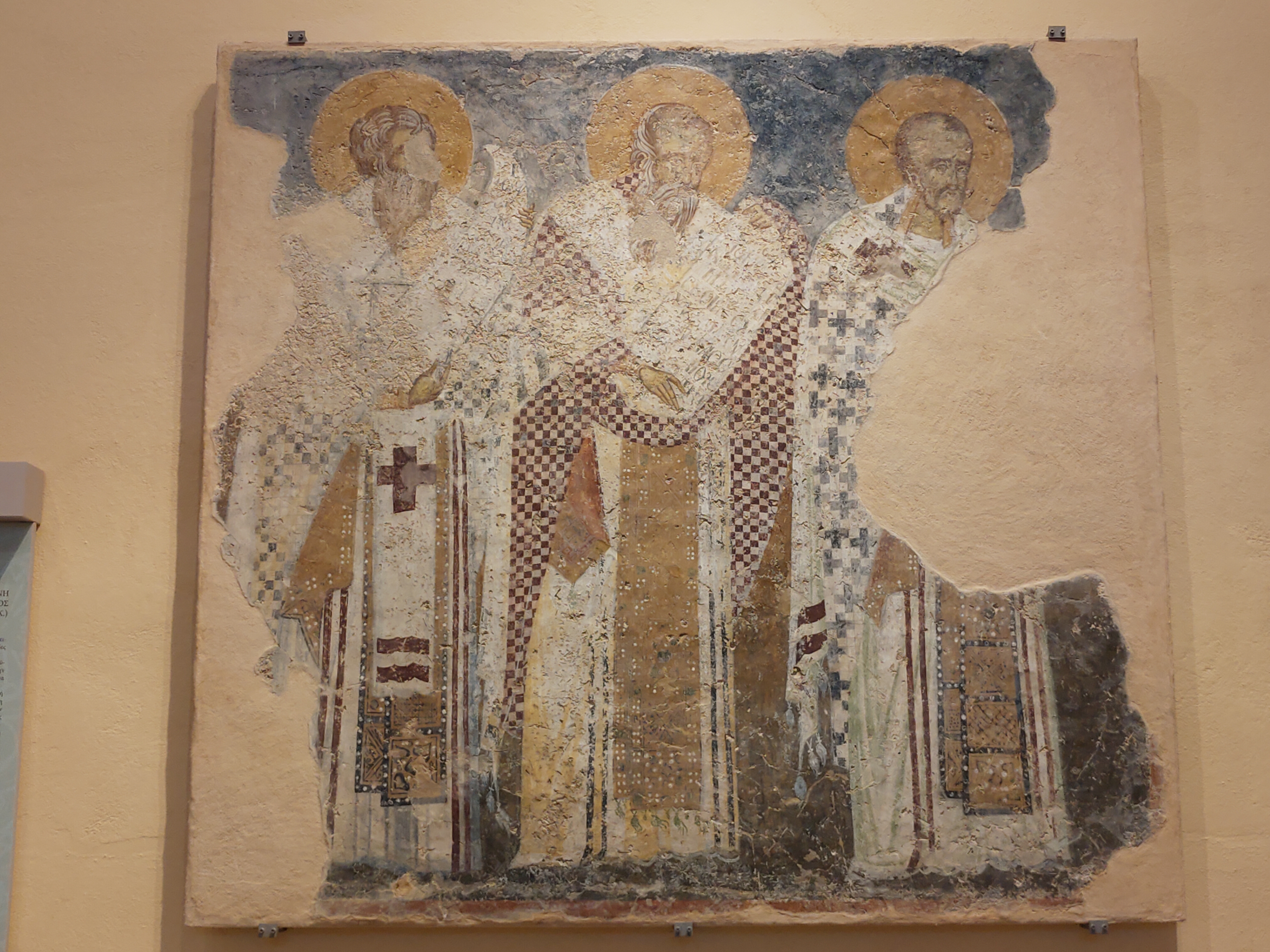
Pintura del siglo XIV de la iglesia de Panagia de Patsós.